# Тібор Фогараші
Тібор Фогараші (угор. Fogarasi Tibor; нар. 21 листопада 1969, Сольнок) – угорський шахіст, гросмейстер від 2003 року.

## Шахова кар'єра
1989 року представляв Угорщину на зіграному в Арнемі чемпіонаті Європи серед юніорів до 20 років, поділивши 7-13-те місце. У 1990 році. переміг на турнірі за круговою системою Utasellato в Будапешті, в 1991 році поділив 1-ше місце на турнірі Cansys і поділив 2-ге місце (позаду Ігоря Наумкіна, разом з Суатом Аталиком, Томасом Петцом та Іваном Фараго на турнірі Elekes (обидва відбулись у Будапешті). 1994 року поділив 1-ше місце (разом з Чабою Хорватом) на регулярному турнірі First Saturday (FS08 GM) в Будапешті. У 1995 році виконав першу гросмейстерську норму, перемігши на турнірі Hungaroil в Будапешті, а 1996 року поділив 1-ше місце (разом із, зокрема, Тібором Тольнаї, Петером Ачем, Олексієм Безгодовим, Лукачом Петером і Константіном Іонеску) на турнірі за швейцарською системою в Балатонберені і посів 6-те місце у фіналі чемпіонату Угорщини. 2000 року на черговому турнірі First Saturday (FS02 GM) поділив 1-ше місце разом з Ні Хуа. У 2002 році виконав другу гросмейстерську норму (під час командного чемпіонату Угорщини), а в 2003 – третю, посівши 2-ге місце (позаду Максима Турова на турнірі Elekes у Будапешті. У 2005 році переміг (разом з Віктором Ердьошом) на турнірі First Saturday (FS02 GM) у Будапешті, поділив також 1-it vscwt (разом з Хоанг Тхань Чанг і Денешом Борошом на турнірі Elekes і посів 2-ге місце (позаду Золтана Медведя) в Балатонлелле.
Найвищий рейтинг Ело в кар'єрі мав станом на 1 липня 1995 року, досягнувши 2515 очок займав тоді 16-те місце серед угорських шахістів.

## Зміни рейтингу
| На цьому місці має відображатися графік чи діаграма, однак з технічних причин його відображення наразі вимкнено. Будь ласка, не видаляйте код, який викликає це повідомлення. Розробники вже працюють для того, щоби відновити штатне функціонування цього графіка або діаграми. | |
| | На цьому місці має відображатися графік чи діаграма, однак з технічних причин його відображення наразі вимкнено. Будь ласка, не видаляйте код, який викликає це повідомлення. Розробники вже працюють для того, щоби відновити штатне функціонування цього графіка або діаграми. |